# Resolució 1959 del Consell de Seguretat de les Nacions Unides
La Resolució 1959 del Consell de Seguretat de les Nacions Unides fou adoptada per unanimitat el 16 de desembre de 2010. Després de recordar les resolucions 1719 (2006), 1791 (2007),  1858 (2008) i 1902 (2009), el Consell va establir l'Oficina de les Nacions Unides a Burundi (BNUB) per reemplaçar l'Oficina Integrada de les Nacions Unides a Burundi (BINUB) com forma part d'una presència de les Nacions Unides a escala mundial al país durant un període inicial de dotze mesos, a partir de l'1 de gener de 2011.

## Resolució

### Observacions
En el preàmbul de la resolució, el Consell va reconèixer la celebració reeixida d'eleccions a Burundi entre maig i setembre de 2010 i va encoratjar al govern de Burundi a crear espai per a tots els partits polítics. També va encoratjar la política anti-corrupció del govern i el progrés cap a la pau i l'estabilitat. El Consell va acollir amb beneplàcit el compromís de la Comissió de Consolidació de la Pau a Burundi i el compromís d'aquest amb la integració regional dins de la Comunitat Econòmica dels Països dels Grans Llacs i la Comunitat de l'Àfrica Oriental.
La resolució també va expressar la seva preocupació per violacions drets humans, incloent assassinats extrajudicials, tortures i restriccions a les llibertats civils.

### Actes
El secretari general de les Nacions Unides, Ban Ki-moon, va demanar que estableixi el BNUB per donar suport a la pau, l'estabilitat i la reconciliació nacional a Burundi. Estaria encapçalada per un representant especial del secretari general i assumirà les següents tasques:
(a) impulsar el desenvolupament de les institucions nacionals;
(b) promoure el diàleg;
(c) combatre la impunitat;
(d) promoure els drets humans;
(e) garantir que les polítiques econòmiques i financeres compleixin les necessitats de les persones vulnerables i defensin la mobilització de recursos per a Burundi;
(f) suport amb problemes d'integració regional.
El Consell va destacar la responsabilitat principal del govern de Burundi pel desenvolupament de la pau i el desenvolupament a llarg termini i va encoratjar més esforços per millorar la governança i afrontar la corrupció. També va ser important abordar la reforma del sector de la seguretat i la reintegració dels nens soldat. Mentrestant va donar la benvinguda a un acord tripartit sobre els refugiats entre Burundi, la República Democràtica del Congo i l'Alt Comissionat de les Nacions Unides per als Refugiats.